# Rain (Trey Songz)
Rain è un singolo del rapper statunitense Trey Songz pubblicato il 9 ottobre 2020.

## Tracce
1. Rain – 3:43